# Ursula Lebert
Ursula Lebert geb. Friedrich (* 30. März 1931; † 2. April 2009) war eine deutsche Journalistin und Autorin. Die Tochter des Kfz-Konstrukteurs Albert Friedrich war mit Norbert Lebert verheiratet und war die Mutter von Stephan und Andreas Lebert und die Großmutter von Benjamin Lebert. 
Ursula Lebert arbeitete über mehrere Jahrzehnte für die Brigitte und war dort vor allem Expertin für familiäre Themen. 
Dem Buch Du bist mein Augenstern. Was die Zeit aus Ehen macht liegt ihre Artikelserie zugrunde, in der sie Anfang der 1970er Jahre jung verheiratete Paare befragt hatte. Ihr Sohn Stephan besuchte die Paare 30 Jahre später für das Buch noch einmal.